# Eugalta spinosa
Eugalta spinosa là một loài tò vò trong họ Ichneumonidae.